# Kop'ung-gun
Kop'ung-gun (koreanska: 고풍군) är en kommun i Nordkorea.   Den ligger i provinsen Chagang, i den centrala delen av landet, 170 km norr om huvudstaden Pyongyang.